# Distoleon solitarius
Distoleon solitarius är en insektsart som först beskrevs av Hölzel 1970.  Distoleon solitarius ingår i släktet Distoleon och familjen myrlejonsländor. Inga underarter finns listade i Catalogue of Life.